# Haukelifjell

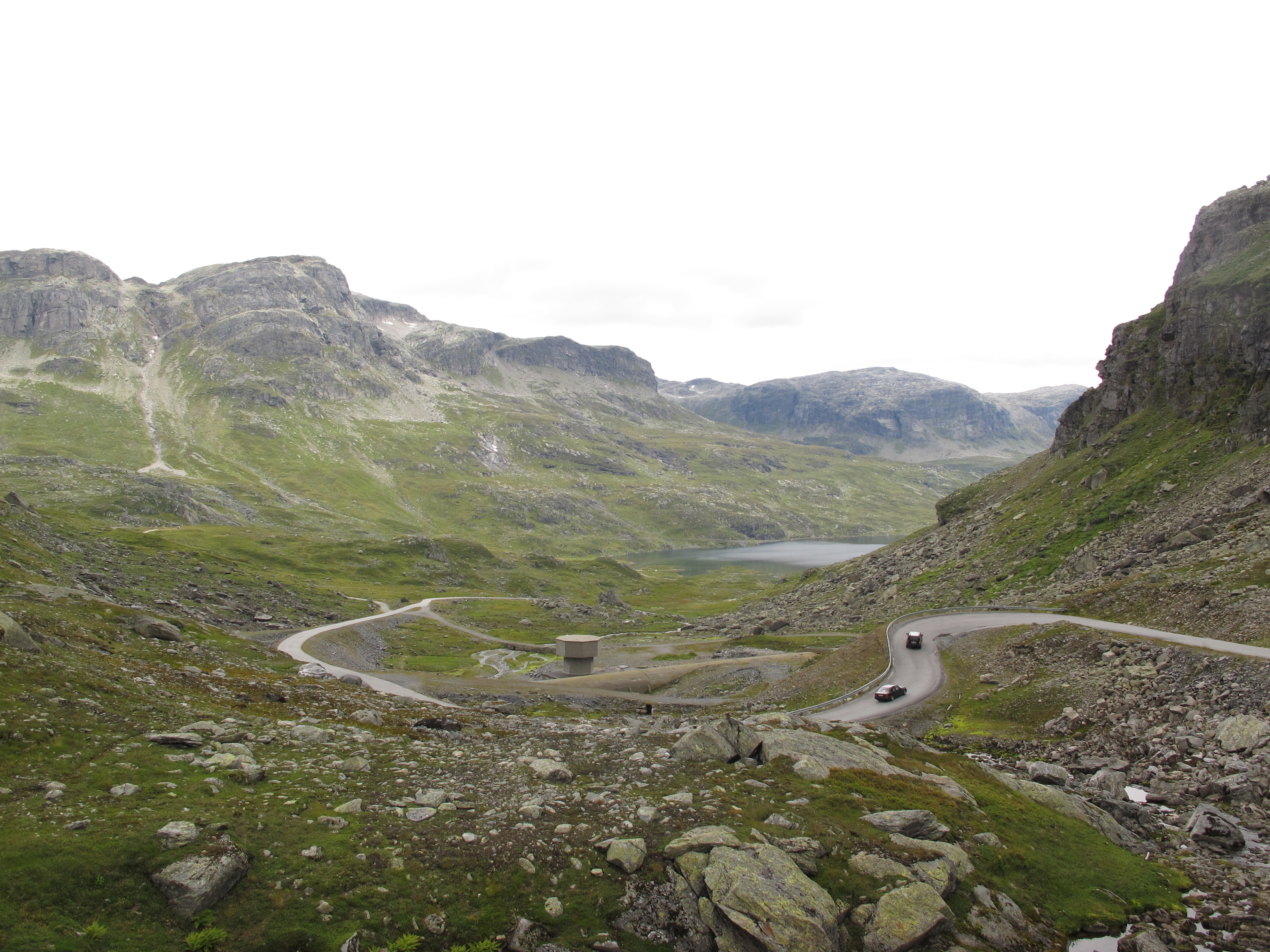
Haukelifjell.

Haukeli eller Haukelifjell är ett fjäll i sydvästra Norge, i hörnet mellan Rogaland, Vestland och Telemark fylken.
Över Haukeli går den sydligaste fjällvägen i Norge (mellan Dalen i Telemark fylke och Odda i Vestland fylke). Högsta punkt är 1.133 meter över havet. Öster om passpunkten ligger Haukeliseter, med en fjällstuga driven av Stavanger Turistforening.